# 18e étape du Tour de France 2000
Pour un article plus général, voir Tour de France 2000.
La 18e étape du Tour de France 2000 a eu lieu le 20 juillet 2000 entre Lausanne en Suisse et Fribourg-en-Brisgau en Allemagne sur une distance de 246,5 km. Elle a été remportée par l'Italien Salvatore Commesso (Saeco-Valli & Valli) devant le Kazakh Alexandre Vinokourov (Deutsche Telekom) et le Français Jacky Durand (Lotto-Adecco).

## Classement de l'étape
| \| Classement de l'étape \| Classement de l'étape \| Classement de l'étape \| Classement de l'étape \| Classement de l'étape \| \| Coureur \| Coureur \| Pays \| Équipe \| Temps \| \| --------------------- \| --------------------- \| --------------------- \| ------------------------ \| --------------------- \| \| 1er \| Salvatore Commesso \| Italie \| Saeco-Valli & Valli \| 6 h 08 min 15 s \| \| 2e \| Alexandre Vinokourov \| Kazakhstan \| Deutsche Telekom \| + 0 s \| \| 3e \| Jacky Durand \| France \| Lotto-Adecco \| + 1 min 05 s \| \| 4e \| Jens Voigt \| Allemagne \| Crédit Agricole \| + 1 min 16 s \| \| 5e \| Jean-Cyril Robin \| France \| Bonjour-Toupargel \| + 1 min 16 s \| \| 6e \| Nicolaj Bo Larsen \| Danemark \| Memory Card-Jack & Jones \| + 15 min 35 s \| \| 7e \| Servais Knaven \| Pays-Bas \| Farm Frites \| + 15 min 35 s \| \| 8e \| Thierry Marichal \| Belgique \| Lotto-Adecco \| + 15 min 35 s \| \| 9e \| Olivier Perraudeau \| France \| Bonjour-Toupargel \| + 15 min 35 s \| \| 10e \| Bo Hamburger \| Danemark \| Memory Card-Jack & Jones \| + 15 min 37 s \| |                      |            |                          |                 |
| |                      |            |                          |                 |
| |                      |            |                          |                 |
| Classement de l'étape |                      |            |                          |                 |
| Coureur | Coureur              | Pays       | Équipe                   | Temps           |
| 1er | Salvatore Commesso   | Italie     | Saeco-Valli & Valli      | 6 h 08 min 15 s |
| 2e | Alexandre Vinokourov | Kazakhstan | Deutsche Telekom         | + 0 s           |
| 3e | Jacky Durand         | France     | Lotto-Adecco             | + 1 min 05 s    |
| 4e | Jens Voigt           | Allemagne  | Crédit Agricole          | + 1 min 16 s    |
| 5e | Jean-Cyril Robin     | France     | Bonjour-Toupargel        | + 1 min 16 s    |
| 6e | Nicolaj Bo Larsen    | Danemark   | Memory Card-Jack & Jones | + 15 min 35 s   |
| 7e | Servais Knaven       | Pays-Bas   | Farm Frites              | + 15 min 35 s   |
| 8e | Thierry Marichal     | Belgique   | Lotto-Adecco             | + 15 min 35 s   |
| 9e | Olivier Perraudeau   | France     | Bonjour-Toupargel        | + 15 min 35 s   |
| 10e | Bo Hamburger         | Danemark   | Memory Card-Jack & Jones | + 15 min 37 s   |

## Classement général
| \| Classement général \| Classement général \| Classement général \| Classement général \| Classement général \| \| Coureur \| Coureur \| Pays \| Équipe \| Temps \| \| ------------------ \| ------------------ \| ------------------ \| ------------------ \| ------------------ \| \| 1er \| Lance Armstrong \| États-Unis \| US Postal Service \| 82 h 01 min 18 s \| \| 2e \| Jan Ullrich \| Allemagne \| Deutsche Telekom \| + 5 min 37 s \| \| 3e \| Joseba Beloki \| Espagne \| Festina \| + 6 min 38 s \| \| 4e \| Roberto Heras \| Espagne \| Kelme-Costa Blanca \| + 6 min 43 s \| \| 5e \| Richard Virenque \| France \| Polti \| + 7 min 36 s \| \| 6e \| Christophe Moreau \| France \| Festina \| + 8 min 22 s \| \| 7e \| Santiago Botero \| Colombie \| Kelme-Costa Blanca \| + 10 min 19 s \| \| 8e \| Fernando Escartín \| Espagne \| Kelme-Costa Blanca \| + 11 min 35 s \| \| 9e \| Francisco Mancebo \| Espagne \| Banesto \| + 13 min 07 s \| \| 10e \| Manuel Beltrán \| Espagne \| Mapei-Quick Step \| + 13 min 08 s \| |                   |            |                    |                  |
| |                   |            |                    |                  |
| |                   |            |                    |                  |
| Classement général |                   |            |                    |                  |
| Coureur | Coureur           | Pays       | Équipe             | Temps            |
| 1er | Lance Armstrong   | États-Unis | US Postal Service  | 82 h 01 min 18 s |
| 2e | Jan Ullrich       | Allemagne  | Deutsche Telekom   | + 5 min 37 s     |
| 3e | Joseba Beloki     | Espagne    | Festina            | + 6 min 38 s     |
| 4e | Roberto Heras     | Espagne    | Kelme-Costa Blanca | + 6 min 43 s     |
| 5e | Richard Virenque  | France     | Polti              | + 7 min 36 s     |
| 6e | Christophe Moreau | France     | Festina            | + 8 min 22 s     |
| 7e | Santiago Botero   | Colombie   | Kelme-Costa Blanca | + 10 min 19 s    |
| 8e | Fernando Escartín | Espagne    | Kelme-Costa Blanca | + 11 min 35 s    |
| 9e | Francisco Mancebo | Espagne    | Banesto            | + 13 min 07 s    |
| 10e | Manuel Beltrán    | Espagne    | Mapei-Quick Step   | + 13 min 08 s    |

## Classements annexes
| Classement par points | Classement par points | Classement par points | Classement par points   | Classement par points |
| Coureur               | Coureur               | Pays                  | Équipe                  | Points                |
| --------------------- | --------------------- | --------------------- | ----------------------- | --------------------- |
| 1er                   | Erik Zabel            | Allemagne             | Deutsche Telekom        | 256 pts               |
| 2e                    | Robbie McEwen         | Australie             | Farm Frites             | 137 pts               |
| 3e                    | Romāns Vainšteins     | Lettonie              | Vini Caldirola-Sidermec | 134 pts               |
| 4e                    | Erik Dekker           | Pays-Bas              | Rabobank                | 130 pts               |
| 5e                    | Emmanuel Magnien      | France                | La Française des jeux   | 113 pts               |

| Classement par points | Classement par points | Classement par points | Classement par points   | Classement par points |
| Coureur               | Coureur               | Pays                  | Équipe                  | Points                |
| --------------------- | --------------------- | --------------------- | ----------------------- | --------------------- |
| 1er                   | Erik Zabel            | Allemagne             | Deutsche Telekom        | 256 pts               |
| 2e                    | Robbie McEwen         | Australie             | Farm Frites             | 137 pts               |
| 3e                    | Romāns Vainšteins     | Lettonie              | Vini Caldirola-Sidermec | 134 pts               |
| 4e                    | Erik Dekker           | Pays-Bas              | Rabobank                | 130 pts               |
| 5e                    | Emmanuel Magnien      | France                | La Française des jeux   | 113 pts               |

| Classement de la montagne | Classement de la montagne | Classement de la montagne | Classement de la montagne | Classement de la montagne |
| Coureur                   | Coureur                   | Pays                      | Équipe                    | Points                    |
| ------------------------- | ------------------------- | ------------------------- | ------------------------- | ------------------------- |
| 1er                       | Santiago Botero           | Colombie                  | Kelme-Costa Blanca        | 347 pts                   |
| 2e                        | Javier Otxoa              | Espagne                   | Kelme-Costa Blanca        | 283 pts                   |
| 3e                        | Richard Virenque          | France                    | Polti                     | 262 pts                   |
| 4e                        | Pascal Hervé              | France                    | Polti                     | 233 pts                   |
| 5e                        | Lance Armstrong           | États-Unis                | US Postal Service         | 162 pts                   |

| Classement de la montagne | Classement de la montagne | Classement de la montagne | Classement de la montagne | Classement de la montagne |
| Coureur                   | Coureur                   | Pays                      | Équipe                    | Points                    |
| ------------------------- | ------------------------- | ------------------------- | ------------------------- | ------------------------- |
| 1er                       | Santiago Botero           | Colombie                  | Kelme-Costa Blanca        | 347 pts                   |
| 2e                        | Javier Otxoa              | Espagne                   | Kelme-Costa Blanca        | 283 pts                   |
| 3e                        | Richard Virenque          | France                    | Polti                     | 262 pts                   |
| 4e                        | Pascal Hervé              | France                    | Polti                     | 233 pts                   |
| 5e                        | Lance Armstrong           | États-Unis                | US Postal Service         | 162 pts                   |

| Classement du meilleur jeune | Classement du meilleur jeune | Classement du meilleur jeune | Classement du meilleur jeune    | Classement du meilleur jeune |
| Coureur                      | Coureur                      | Pays                         | Équipe                          | Temps                        |
| ---------------------------- | ---------------------------- | ---------------------------- | ------------------------------- | ---------------------------- |
| 1er                          | Francisco Mancebo            | Espagne                      | Banesto                         | 82 h 14 min 25 s             |
| 2e                           | Guido Trentin                | Italie                       | Vini Caldirola-Sidermec         | + 18 min 34 s                |
| 3e                           | Grischa Niermann             | Allemagne                    | Rabobank                        | + 33 min 08 s                |
| 4e                           | David Cañada                 | Espagne                      | ONCE-Deutsche Bank              | + 59 min 39 s                |
| 5e                           | David Millar                 | Royaume-Uni                  | Cofidis-Le Crédit par Téléphone | + 1 h 56 min 00 s            |

| Classement du meilleur jeune | Classement du meilleur jeune | Classement du meilleur jeune | Classement du meilleur jeune    | Classement du meilleur jeune |
| Coureur                      | Coureur                      | Pays                         | Équipe                          | Temps                        |
| ---------------------------- | ---------------------------- | ---------------------------- | ------------------------------- | ---------------------------- |
| 1er                          | Francisco Mancebo            | Espagne                      | Banesto                         | 82 h 14 min 25 s             |
| 2e                           | Guido Trentin                | Italie                       | Vini Caldirola-Sidermec         | + 18 min 34 s                |
| 3e                           | Grischa Niermann             | Allemagne                    | Rabobank                        | + 33 min 08 s                |
| 4e                           | David Cañada                 | Espagne                      | ONCE-Deutsche Bank              | + 59 min 39 s                |
| 5e                           | David Millar                 | Royaume-Uni                  | Cofidis-Le Crédit par Téléphone | + 1 h 56 min 00 s            |

| Classement par équipes | Classement par équipes | Classement par équipes | Classement par équipes |
| Équipe                 | Équipe                 | Pays                   | Temps                  |
| ---------------------- | ---------------------- | ---------------------- | ---------------------- |
| 1re                    | Kelme-Costa Blanca     | Espagne                | 246 h 20 min 25 s      |
| 2e                     | Banesto                | Espagne                | + 15 min 06 s          |
| 3e                     | Festina                | France                 | + 16 min 40 s          |
| 4e                     | Deutsche Telekom       | Allemagne              | + 39 min 56 s          |
| 5e                     | Lotto-Adecco           | Belgique               | + 1 h 05 min 04 s      |

| Classement par équipes | Classement par équipes | Classement par équipes | Classement par équipes |
| Équipe                 | Équipe                 | Pays                   | Temps                  |
| ---------------------- | ---------------------- | ---------------------- | ---------------------- |
| 1re                    | Kelme-Costa Blanca     | Espagne                | 246 h 20 min 25 s      |
| 2e                     | Banesto                | Espagne                | + 15 min 06 s          |
| 3e                     | Festina                | France                 | + 16 min 40 s          |
| 4e                     | Deutsche Telekom       | Allemagne              | + 39 min 56 s          |
| 5e                     | Lotto-Adecco           | Belgique               | + 1 h 05 min 04 s      |